# Agata Stanek
Agata Stanek (ur. 29 stycznia 1969 w Ogrodzieńcu) – polska lekarka, internista, angiolog, diabetolog, specjalista balneologii i medycyny fizykalnej,  profesor,  doktor habilitowany nauk medycznych, Dyrektor Szkoły Doktorskiej Śląskiego Uniwersytetu Medycznego w Katowicach.

## Życiorys
Absolwentka II Liceum Ogólnokształcącego im. Heleny Malczewskiej w Zawierciu. Dyplom lekarski zdobyła w 1994 roku na Śląskiej Akademii Medycznej. Stopień  doktora uzyskała w 2004 roku na podstawie rozprawy doktorskiej Wpływ krioterapii ogólnoustrojowej na status antyoksydacyjny u pacjentów z zesztywniającym zapaleniem stawów kręgosłupa (promotorem doktoratu był prof. dr hab. n. med. Aleksander Romuald Sieroń). Rozprawę doktorską obroniła z wyróżnieniem. Habilitowała się w 2012 roku na podstawie oceny dorobku naukowego i pracy pod tytułem Wpływ krioterapii ogólnoustrojowej w różnych typach kriokomór na homeostazę organizmu osób zdrowych i pacjentów z zesztywniającym zapaleniem stawów kręgosłupa. W 2018 roku został jej nadany tytuł profesora nauk medycznych. W 2025 roku ukończyła międzyuczelniane studia podyplomowe Master of Business Administration w Ochronie Zdrowia (MBA), realizowane w Śląskim Uniwersytecie Medycznym w Katowicach, Uczelni Łazarskiego i Gdańskim Uniwersytecie Medycznym.  
W Śląskim Uniwersytecie Medycznym pracuje od 2012 roku, obecnie na stanowisku profesora badawczo-dydaktycznego i kierownika Katedry Chorób Wewnętrznych i Kliniki Chorób Wewnętrznych, Metabolicznych i Angiologii Katedry Chorób Wewnętrznych Wydziału Nauk o Zdrowiu Śląskiego Uniwersytetu Medycznego w Katowicach.
Od 1 października 2020 roku do 30 września 2024 r. pełniła funkcję dyrektora Szkoły Doktorskiej Śląskiego Uniwersytetu Medycznego w Katowicach. W 2024 roku została ponownie wybrana na dyrektora Szkoły Doktorskiej w kadencji 2024-2028.
Aktywna zawodowo od 1994 roku. Od 1998 do 2024 roku pracowała w Oddziale Klinicznym Chorób Wewnętrznych, Angiologii i Medycyny Fizykalnej Szpitala Specjalistycznego nr 2 w Bytomiu na stanowiskach młodszego asystenta, asystenta, starszego asystenta, kierownika Odcinka kardiologiczno-angiologicznym funkcjonującego w ramach ww. Oddziału. Od 2024 roku pełni funkcję kierownika Oddziału Chorób Wewnętrznych, Metabolicznych i Angiologii Górnośląskiego Centrum Medycznego im. Prof. Leszka Giecka Śląskiego Uniwersytetu Medycznego w Katowicach.
Prof. Agata Stanek odbyła szereg staży zagranicznych, m.in. w Mediolanie, Budapeszcie, Pommelsbrunn-Hohenstadt.
W 2015 roku została powołana przez Wojewodę Śląskiego na stanowisko konsultanta wojewódzkiego w dziedzinie angiologii.
W 2024 roku prof. Agata Stanek została uhonorowana tytułem Profesora Wizytującego w Provincial Hebei Eye Hospital.

## Działalność kliniczna i publikacyjna
Dorobek naukowy prof. Agaty Stanek obejmuje ponad 529 publikacji w czasopismach polskich i międzynarodowych, w tym recenzowanych czasopismach indeksowanych w bazie Medline. Łączny Impact Factor czasopism, w których ukazały się te publikacje, przekroczył 376. Współczynnik Hirscha prof. Agaty Stanek wynosi 26 (wg Web of Science Core Collection), a jej publikacje były cytowane ponad 2037 razy. Była promotorem 5 doktoratów. Pełniła również funkcję recenzenta: w 30 przewodach doktorskich, 4 razy w przewodach i postępowaniach habilitacyjnych oraz 3 razy w postępowaniach o tytuł profesora.
Główne zainteresowania naukowe prof. Agaty Stanek obejmują badania nad stresem oksydacyjnym u pacjentów z chorobami reumatycznymi, wpływem krioterapii i kriostymulacji na organizm człowieka, w tym na równowagę prooksydacyjno-antyoksydacyjną, stan zapalny oraz profil lipidowy. Ponadto zajmuje wpływem schorzeń metabolicznych na  układ sercowo-naczyniowy. Jest również ekspertem w dziedzinie medycznego obrazowania termograficznego.
- Jest autorką licznych publikacji naukowych z zakresu angiologii, w tym prac dotyczących diagnostyki termograficznej w przewlekłej chorobie żylnej oraz zastosowania terapii hiperbarycznej w leczeniu przewlekłych owrzodzeń[13].

- W 2016 roku, jako jedna z pierwszych osób w Polsce, zdała egzamin i otrzymała Europejski Dyplom z angiologii (UEMS – European Diploma in Angiology/Vascular Medicine)[14][15].
- W 2021 roku, jako pierwsza osoba z Polski, otrzymała prestiżowy tytuł VAS European Fellow of Excellence in angiology/vascular medicine[16].
- Dzięki jej staraniom i międzynarodowemu uznaniu, Katedra i Oddział Kliniczny Chorób Wewnętrznych, Angiologii i Medycyny Fizykalnej w Bytomiu (2021), a następnie Klinika Chorób Wewnętrznych, Metabolicznych i Angiologii w Katowicach (2025) uzyskały międzynarodową akredytację jako Referencyjne Centrum Doskonałości w Dziedzinie Angiologii, przyznaną przez European Independent Foundation in Angiology/Vascular Medicine[17][18].

## Działalność ekspercka
- Członek Rady Ekspertów ds. Regionalnych Programów Zdrowotnych przy Marszałku Województwa Śląskiego od 2015 roku.
- W 2016 roku opracowała ekspertyzę projektu polityki zdrowotnej pt. „Wykorzystanie krioterapii w profilaktyce zdrowotnej i terapii mieszkańców Gminy Słupsk” dla Agencji Oceny Technologii Medycznych i Taryfikacji.
- Ekspert Grupy Roboczej ds. układu krążenia w ramach projektu „Mapy potrzeb zdrowotnych - Baza Analiz Systemowych i Wdrożeniowych” w latach 2016–2017[19].
- Członek Rady Naukowej czasopisma Complementary and Alternative Medicine in Science od 2014 roku[20].
- Członek Rady Naukowej czasopisma Acta Angiologica od 2015 roku[21].
- Członek Rady Naukowej czasopisma Archives in Chemical Research od 2016 roku.
- Członek Rady Naukowej czasopisma Journal of Pain Management and Therapy od 2016 roku[22].
- Współpraca naukowa z czasopismem Rehabilitacja w Praktyce od 2010 roku[23].
- Pełniła funkcję recenzenta w wielu renomowanych czasopismach naukowych, takich jak m.in.: Clinical Biochemistry, Disease Markers, Nutrition Journal, BMC Complementary and Alternative Medicine, Lipids in Health and Disease, Archives of Environmental and Occupational Health, Clinical and Experimental Rheumatology, Kardiologia Polska, Advances in Clinical and Experimental Medicine, Redox Report, European Journal of Inflammation, Oxidative Medicine and Cellular Longevity, International Journal of Molecular Sciences, Cryobiology, Journal of Clinical Medicine, Photodiagnosis and Photodynamic Therapy, Antioxidants, Advances in Therapy, Nature Communications oraz Medicina.

## Odznaczenia, nagrody i wyróżnienia
Agata Stanek jest laureatką następujących odznaczeń:
- Medal Komisji Edukacji Narodowej (2024)[24].
- Nagroda Rektora Śląskiego Uniwersytetu Medycznego w Katowicach za wyróżniające osiągnięcia naukowe (2023)[25].
- Złoty Krzyż Zasługi (2021)[26][27].
- Złoty Laur Umiejętności i Kompetencji (2018)[28].
- Złota Odznaka Honorowa za Zasługi dla Województwa Śląskiego (2018)[29].
- Odznaka „Szkarłatnego Serca” Polskiego Towarzystwa Walki z Kalectwem Oddziału Terenowego w Jeleniej Górze (2016)[30].
- „Laur Batorynki” Szpitala Specjalistycznego nr 2 w Bytomiu z okazji Jubileuszu 125-lecia Szpitala (2014)[31].

## Wybrane oryginalne publikacje
Wybrane publikacje Agaty Stanek:
1. Stanek A, Brożyna-Tkaczyk K, Myśliński W. The Role of Obesity-Induced Perivascular Adipose Tissue (PVAT) Dysfunction in Vascular Homeostasis. Nutrients. 2021 Oct 28;13(11):3843[32].
2. Stanek A, Brożyna-Tkaczyk K, Myśliński W. Oxidative Stress Markers among Obstructive Sleep Apnea Patients. Oxid Med Cell Longev. 2021 Jul 19;2021:9681595[33].
3. Olinic DM, Stanek A, Tătaru DA, Homorodean C, Olinic M. Acute Limb Ischemia: An Update on Diagnosis and Management. J Clin Med. 2019 Aug 14;8(8):1215[34].
4. Cholewka A, Stanek A, Sieroń A, Drzazga Z. Thermography study of skin response due to whole-body cryotherapy. Skin Res Technol. 2012 May;18(2):180-7[35].
5. Stanek A, Cholewka A, Wielkoszyński T, Romuk E, Sieroń A. Whole-Body Cryotherapy Decreases the Levels of Inflammatory, Oxidative Stress, and Atherosclerosis Plaque Markers in Male Patients with Active-Phase Ankylosing Spondylitis in the Absence of Classical Cardiovascular Risk Factors. Mediators Inflamm. 2018 Feb 1;2018:8592532[36].
6. Bagheri S, Zolghadri S, Stanek A. Beneficial Effects of Anti-Inflammatory Diet in Modulating Gut Microbiota and Controlling Obesity. Nutrients. 2022 Sep 26;14(19):3985[37].
7. Beygi M, Ahi S, Zolghadri S, Stanek A. Management of Metabolic-Associated Fatty Liver Disease/Metabolic Dysfunction-Associated Steatotic Liver Disease: From Medication Therapy to Nutritional Interventions. Nutrients. 2024 Jul 11;16(14):2220[38].
8. Sharebiani H, Mokaram M, Mirghani M, Fazeli B, Stanek A. The Effects of Antioxidant Supplementation on the Pathologic Mechanisms of Metabolic Syndrome and Cardiovascular Disease Development. Nutrients. 2024 May 27;16(11):1641[39].
9. Stanek A, Grygiel-Górniak B, Brożyna-Tkaczyk K, Myśliński W, Cholewka A, Zolghadri S. The Influence of Dietary Interventions on Arterial Stiffness in Overweight and Obese Subjects. Nutrients. 2023 Mar 16;15(6):1440[40].
10. Stanek A, Gadowska-Cicha A, Gawron K, Wielkoszyński T, Adamek B, Cieślar G, Wiczkowski A, Sieroń A. Role of nitric oxide in physiology and pathology of the gastrointestinal tract. Mini Rev Med Chem. 2008 Dec;8(14):1549-60[41].
11. Frank U, Nikol S, Belch J, Boc V, Brodmann M, Carpentier PH, Chraim A, Canning C, Dimakakos E, Gottsäter A, Heiss C, Mazzolai L, Madaric J, Olinic DM, Pécsvárady Z, Poredoš P, Quéré I, Roztocil K, Stanek A, Vasic D, Visonà A, Wautrecht JC, Bulvas M, Colgan MP, Dorigo W, Houston G, Kahan T, Lawall H, Lindstedt I, Mahe G, Martini R, Pernod G, Przywara S, Righini M, Schlager O, Terlecki P. ESVM Guideline on peripheral arterial disease. Vasa. 2019 Sep;48(Suppl 102):1-79[42].

## Działalność profilaktyczna i edukacyjna
Prof. Agata Stanek aktywnie angażuje się w edukację społeczeństwa w zakresie profilaktyki zdrowotnej na terenie województwa śląskiego. Przykładem jest współorganizacja licznych wydarzeń prozdrowotnych, takich jak m.in. cykl "Profilaktyka w zdrowie – idę w to!" w ramach Europejskiego Miesiąca Nauki i Kultury 2024 (EMNK 2024). W trakcie tych wydarzeń przeprowadziła szereg bezpłatnych konsultacji medycznych, a także badania diagnostyczne dla społeczności śląskiej, m.in. USG Dopplera żył w celu wczesnego wykrywania zakrzepicy żylnej, promując profilaktykę chorób układu krążenia.
Prof. Stanek regularnie występuje w mediach o zasięgu regionalnym i krajowym, gdzie dzieli się swoją wiedzą z zakresu angiologii oraz profilaktyki chorób naczyniowych. Udziela wywiadów i publikuje artykuły edukacyjne, koncentrując się na konieczności wczesnej diagnostyki i odpowiedniej profilaktyki, szczególnie w przypadku chorób żył.